# Renault TRM 10000

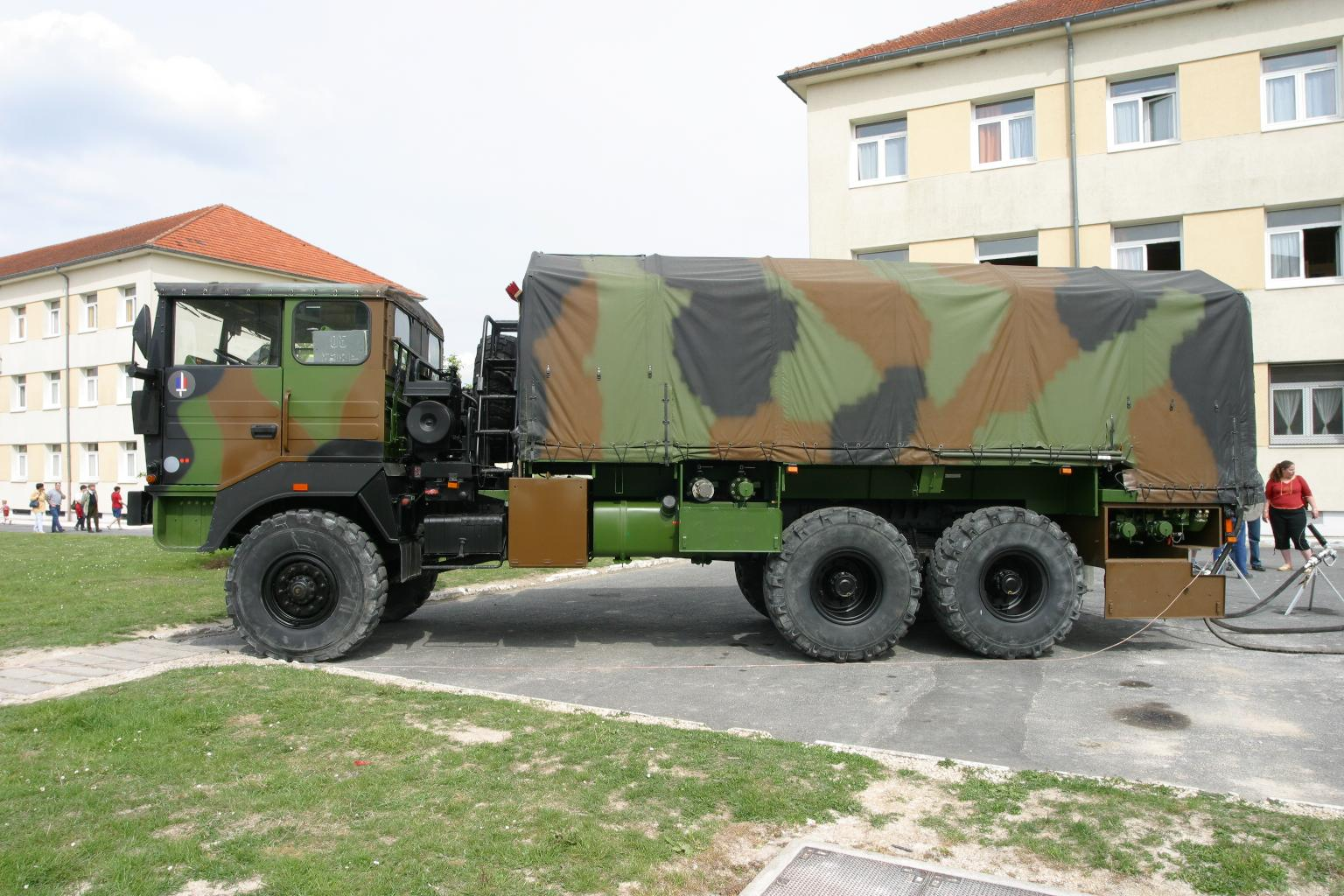
TRM-10000 (linke Seite)

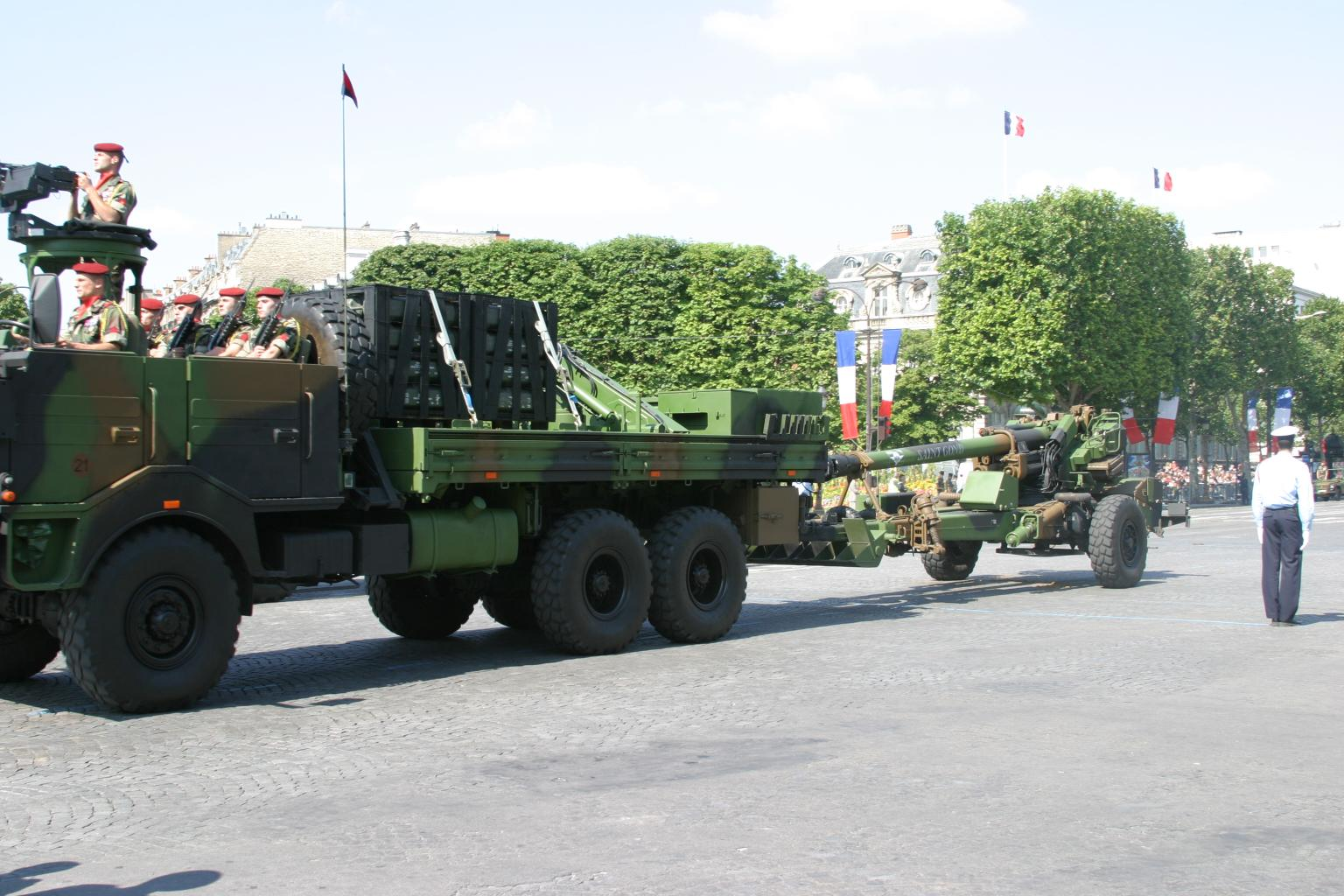
TRM 10000 zieht eine Canon 155 TRF1

Der TRM 10000 (im Soldatenjargon: le dix mille) ist ein französischer schwerer Lastkraftwagen (6×6) von Renault Trucks, der den Nachfolger des TRM 9000 darstellt. Er ist vor allem für den Transport militärischer Lasten bestimmt, es existieren aber auch Varianten für andere Aufgaben.

## Geschichte
Die Produktion des TRM 10000 begann im Jahr 1985. Er wurde aus dem älteren neun Tonnen schweren TRM 9000 entwickelt, der hauptsächlich für den Export bestimmt war. Er unterscheidet sich von diesem durch einen verlängerten Radstand, ein verbessertes Getriebe und einen stärkeren Motor. 
Ursprünglich planten die Französischen Streitkräfte, 5.000 Lkws zu beschaffen, wobei letztlich nur 1.203 Fahrzeuge ausgeliefert wurden. Der TRM 10000 wurde in verschiedenen Varianten hergestellt. Er kann bis zu 24 Soldaten auf Sitzbänken auf der Ladefläche transportieren. Eine spezielle Ausführung mit vergrößertem Führerhaus wurde als Zugmaschine für die französische Feldhaubitze Canon 155 TRF1 konzipiert.

## Technische Daten
- Antriebsformel: 6×6
- Besatzung der Standardausführung: 2 Mann (bis zu 24 Soldaten auf der Ladefläche)
- Leergewicht: 10,29 t
- max. Zuladung: 10,0 t
- Abmessungen:
  - Länge: 9,24 m
  - Breite: 2,48 m
  - Höhe: 3,11 m
- Motor: 6-Zylinder Dieselmotor von Renault
  - Hubraum: 9,8 Liter
  - Leistung: 275 PS oder 323 PS (zwei Motorversionen)
  - Verbrauch: 50 Liter pro 100 km
- Maximale Geschwindigkeit: 89 km/h (auf der Straße)
- Reichweite: 1.200 km
- Bodenfreiheit: 0,63 m
- Wattiefe: 1,2 m